# Metanolgazdaság
A metanolgazdaság egy a metanol felhasználásán alapuló gazdasági struktúrát jelent, amelyben a fosszilis energiahordozókat a metanol helyettesíti.
A metanol felhasználásának ötlete energiahordozóként, üzemanyagként és nyersanyagként Oláh György nevéhez fűződik. A Nobel-díjas magyar kémikus és két szerzőtársa által közösen megjelentetett könyvben vázolják a fosszilis energiahordozók helyzetét és az alternatív energiaforrások alkalmasságát, azok korlátait, mielőtt felvetnék a metanolon alapuló gazdaság ötletét.

## A metanol felhasználása
A metanolnak magas az oktánszáma, ami lehetővé teszi, hogy a benzint helyettesítse. A metanol hajtotta motor teljesítménye kisebb, mivel az energiatartalma alacsonyabb mint a benziné. A porlasztás mértéke magasabb, ami azt jelenti, hogy a motor által termelt hő kisebb, ami lehetővé teszi a „csak” léghűtés használatát. Emellett a metanol tisztábban ég, mint a benzin és biztonságosabb tűz esetén.
- Dízelmotorokban
- Metanol hajtotta járművekben
- Elektromos áram előállítására

A metanolból majdnem minden olyan anyag előállítható, melyet a kőolajból és a földgázból állítunk elő (pl. dimetil-éter(DME), formaldehid).
A metanolból az MTO (metanol alkénekké való alakítása) folyamat során etén és propilén keletkezik, melyeket ma még kőolajból állítunk elő. A metanolos eljárást alkalmazva, alkéneket a kőolajkészletek kimerülése után is előállíthatunk.
Az MTG(metanol benzinné való alakítása) folyamat során a metanolból benzin állítható elő, melynek első lépése során DME keletkezik:
2 CH3OH = (CH3)2O + H2O
A további dehidratálással előállítható nagyobb szénatomszámú metanolszármazék.

## A metanol előállítása
▪ A metanolt napjainkban szintézisgázból állítják elő:
CH4 + H2O = CO + 3 H2
CO + 2 H2 = CH3OH
▪ Azonban előállítható vízből és szén-dioxidból is:
2 H2O + elektromos áram = 2 H2 + O2 (a folyamat neve: elektrolízis)
CO2 + 3 H2 = CH3OH + H2O
Mindkét esetben nagy nyomás (10-15 MPa) és magas hőmérséklet (60-1000°C) szükséges.
A metanol előállításához szükséges energiát (pl. víz bontása, magas hőmérséklet) megújuló energiaforrással (nap-, szél-, geotermikus energia) és atomenergiával lehetne fedezni. 

## A metanolgazdaság előnyei
A metanol előállításához szén-dioxid és víz kell, égése során szén-dioxid és víz keletkezik; tehát a metanolt energiatárolásra is lehet használni. 

## A metanolgazdaság hátrányai
Ha a metanolt metánból állítjuk elő, azzal továbbra is egy fosszilis energiaforrást használnánk. Ha pedig szén-dioxidból és vízből állítjuk elő, a víz bontásához, és hogy a szintézisgázból metanol legyen, energia szükséges; továbbá a keletkezett hidrogéngáz egyharmadából víz lesz. 
A metanol előállításához szükséges szén-dioxidot nehéz lenne a levegőből kivonni.
Az egyenáram fejlesztésére használt metanol esetében drága és korlátozott mennyiségű a katalizátor (Pt, Ru).

## Fordítás
- Ez a szócikk részben vagy egészben  a   Methanol economy című angol Wikipédia-szócikk fordításán alapul.  Az eredeti cikk szerkesztőit annak laptörténete sorolja fel. Ez a jelzés csupán a megfogalmazás eredetét és a szerzői jogokat jelzi, nem szolgál a cikkben szereplő információk forrásmegjelöléseként.

- Ez a szócikk részben vagy egészben  a   Gas to liquid című angol Wikipédia-szócikk fordításán alapul.  Az eredeti cikk szerkesztőit annak laptörténete sorolja fel. Ez a jelzés csupán a megfogalmazás eredetét és a szerzői jogokat jelzi, nem szolgál a cikkben szereplő információk forrásmegjelöléseként.